# 아이티의 국장

아이티의 국장

아이티의 국장은 1807년에 처음 제정되었으며, 현재의 국장은 1986년에 사용되었다.
초록색 잔디 위에는 야자나무와 대포 앞쪽에 아이티의 국기가 장식되어 있으며 북과 도끼와 나팔, 포탄과 총과 닻이 그려져 있다. 야자나무 위쪽에는 프뤼기아 모자가 올려져 있으며, 북과 리본 사이에는 끊어진 두 조각의 쇠사슬이 그려져 있다.프뤼기아 모자는 자유의 상징이며, 끊어진 두 조각의 쇠사슬은 노예의 쇠사슬을 끊는다는 것을 의미한다.
리본에는 "단결은 힘을 만든다" ("L'Union Fait La Force") 라는 문구가 프랑스어로 쓰여져 있다, 이 문장은 아이티의 현행 1987년 헌법 3조에 명시되어있다. 이를 오인하여 아이티의 나라 표어를 "단결은 힘을 만든다"라고 알려졌으나, 실제로는 아이티 헌법 4조에 명시되어 있는 Liberté, Égalité, Fraternité으로 프랑스의 나라 표어와 같다.

아이티의 국장 (1964년 ~ 1986년)

## 같이 보기
- 아이티의 국기